# Brit Sandaune
Brit Sandaune (née le 5 juin 1972 à Skatval dans la commune de Stjørdal, Comté de Nord-Trøndelag) est une footballeuse norvégienne.

## Clubs
Après avoir joué en amateur dans les clubs de Fram puis de Stjørdals/Blink, Brit Sandaune passe toute sa carrière professionnelle au club de Trondheims-Ørn SK.
Elle participe à la Coupe du monde 1999 puis à la Coupe du monde 2003 avec l'équipe nationale.
Elle dispute également les Jeux olympiques d'été de 1996 puis les Jeux olympiques d'été de 2000 avec la Norvège.

## Parcours en équipe nationale
Après avoir joué avec les sélections de jeunes, elle connait sa première sélection le 20 mars 1995 face aux Etats-Unis où elle rentre à la 78e minute (match nul 3-3). Le 2 août 1995 elle marque son premier but face à Taïwan (victoire 12-1). Elle termine sa carrière internationale le 16 novembre 2003 face à l'Espagne (victoire 2-0).

## Palmarès

### En club
- Vainqueur de la Coupe de Norvège en 1993, 1994, 1996, 1997, 1998, 1999, 2001 et 2002
- Championne de Norvège en 1994, 1995, 1996, 1997, 2000, 2001 et 2003

### Avec l'équipe deNorvège
- Médaille de bronze aux Jeux olympiques de 1996
- Médaille d'or aux Jeux olympiques de 2000